# اتفاقية برشلونة لحرية العبور
اتفاقية برشلونة ونظامها الأساسي بشأن حرية العبور، هي معاهدة دولية وقعت في برشلونة في 20 أبريل 1921؛ تضمن المعاهدة حرية العبور لمختلف السلع التجارية عبر الحدود الوطنية. تم تسجيلها ضمن سلسلة معاهدات عصبة الأمم في 8 أكتوبر 1921،  ودخلت الاتفاقية حيز التنفيذ في 31 أكتوبر 1922، ولا تزال الاتفاقية سارية حتى الآن.

## شروط الاتفاقية
أعادت الاتفاقية التأكيد على النظام الأساسي الذي تم تبنيه قبل ذلك بعدة أيام في مؤتمر عصبة الأمم الذي عقد في برشلونة.
تعرف المادة 1 من القانون المرور العابر على أنه حركة الأشخاص والبضائع من دولة ذات سيادة إلى دولة أخرى.
تعترف المادة 2 بحرية الحكومات ذات السيادة في إجراء ترتيبات العبور داخل أراضيها.
حظرت المادة 3 الحكومات من المطالبة بالدفع مقابل حقوق العبور، باستثناء الرسوم المخصصة لتغطية النفقات التشغيلية.
المادة 4 تلزم الحكومات بتطبيق رسوم عبور متساوية لجميع الأشخاص، بغض النظر عن الجنسية.
سمحت المادة 5 للحكومات بمنع دخول أشخاص أو سلع معينة إلى أراضيها لأسباب أمنية.
سمحت المادة 6 للحكومات بالامتناع عن منح إذن العبور لأشخاص من الدول التي لم توقع على الاتفاقية.
سمحت المادة 7 للحكومات بالامتناع عن الالتزام بأحكام القانون في حالات الطوارئ الوطنية، ولكنها اشترطت فعل ذلك لفترة وجيزة قدر الإمكان.
تسمح المادة 8 بالاستثناءات في أوقات الحرب. تنص المادة 9 على أنه لا يمكن لأي من أحكامها أن تتعارض مع التزامات الدول داخل عصبة الأمم.
تنص المادة 10 على أن النظام الأساسي سيحل محل جميع اتفاقيات العبور الأخرى المبرمة قبل 1 مايو 1921.
سمحت المادة 11 للحكومات بمنح حريات عبور أكبر مما هو منصوص عليه في القانون، إذا اختارت ذلك.
سمحت المادة 12 للحكومات بتأجيل تطبيق أحكام العبور مؤقتًا في حالة ما زالت أراضيها أو أجزاء منها تعاني من الدمار الذي تسببت فيه الحرب العالمية الأولى.
تنص المادة 13 على تسوية المنازعات المتعلقة بتأويل الاتفاقية من خلال محكمة العدل الدولي الدائمة.
سمحت المادة 14 للحكومات بالامتناع عن تطبيق أحكام العبور بشكل منطقي على الأراضي التي كانت إما مأهولة بالسكان أو تفتقر إلى الترتيبات المناسبة لسيادة القانون.
تنص المادة 15 على أن الترتيبات المختلفة تطبق في الأقاليم المنتدبة لعصبة الأمم.

## جدول التصديقات
| Country                 | Ratified   |
| ----------------------- | ---------- |
| ألبانيا                 | 1921-10-08 |
| أنتيغوا وباربودا        | 1988-10-25 |
| النمسا                  | 1923-11-15 |
| بلجيكا                  | 1927-05-16 |
| Bosnia                  | 1993-09-01 |
| بلغاريا                 | 1922-07-11 |
| كمبوديا                 | 1971-04-12 |
| تشيلي                   | 1928-03-19 |
| كرواتيا                 | 1992-08-03 |
| التشيك                  | 1996-02-09 |
| الدنمارك                | 1922-11-13 |
| إستونيا                 | 1925-06-06 |
| فيجي                    | 1972-03-15 |
| فنلندا                  | 1923-01-29 |
| فرنسا                   | 1924-09-19 |
| جورجيا                  | 1999-06-02 |
| ألمانيا                 | 1924-04-09 |
| اليونان                 | 1924-02-18 |
| المجر                   | 1928-05-18 |
| الهند                   | 1922-08-02 |
| إيران                   | 1931-01-29 |
| العراق                  | 1930-03-01 |
| إيطاليا                 | 1922-08-05 |
| اليابان                 | 1924-02-20 |
| لاوس                    | 1956-11-24 |
| لاتفيا                  | 1923-09-29 |
| ليسوتو                  | 1973-10-23 |
| لوكسمبورغ               | 1930-03-19 |
| مالطا                   | 1966-05-13 |
| موريشيوس                | 1969-07-18 |
| نيبال                   | 1966-08-22 |
| هولندا                  | 1924-04-17 |
| نيوزيلندا               | 1922-08-02 |
| نيجيريا                 | 1967-11-03 |
| النرويج                 | 1923-09-04 |
| بولندا                  | 1924-10-08 |
| رومانيا                 | 1923-09-05 |
| رواندا                  | 1965-02-10 |
| سانت فينسنت والغرينادين | 2001-09-05 |
| صربيا (as يوغوسلافيا)   | 1930-05-07 |
| سلوفاكيا                | 1993-05-28 |
| سلوفينيا                | 1992-07-06 |
| إسبانيا                 | 1929-12-17 |
| سوازيلاند               | 1969-11-24 |
| السويد                  | 1925-01-19 |
| سويسرا                  | 1924-06-14 |
| تايلاند                 | 1922-11-29 |
| تركيا                   | 1933-06-27 |
| المملكة المتحدة         | 1922-08-02 |
| زيمبابوي                | 1998-12-01 |

## روابط خارجية
- نص الاتفاقية
- التصديقات